# Пейнадо, Хасинто
Хасинто Бьенвенидо Пейнадо Пейнадо (исп. Jacinto Bienvenido Peynado Peynado; 15 февраля 1878, Сан-Кристобаль — 7 марта 1940, Санто-Доминго) — доминиканский политический и государственный деятель, президент в 1938—1940 и вице-президент в 1934—1938 во время правления Рафаэля Трухильо. Фактически власти не имел, исполняя лишь церемониальные функции.

## Биография
Происходил из известной доминиканской семьи: его родителями были Хасинто Пейнадо Техон (1829—1897) и Мануэла Мария Пейнадо, приходящиеся друг другу дядей и племянницей соответственно. Получил юридическое образование в университете Санто-Доминго, позже занимал должности профессора права и декана юридического факультета там же. В 1914 был назначен министром юстиции, сохранил пост в правительстве Хуана Исидро Хименеса; также возглавлял министерство внутренних дел. В 1924 вместе с братом Франсиско, послом в США, и госсекретарём Чарльзом Хьюзом участвовал в разработке плана Пейнадо-Хьюза по выводу американских войск из страны.
Занимал различные должности в кабинете Трухильо, с 1934 — вице-президент. В 1938 был избран президентом на четырёхлетний срок. Умер 7 марта 1940 года в должности.